# Intelligenzaktion Schlesien
Intelligenzaktion Schlesien (pol. „Akcja Inteligencja – Śląsk”) – kryptonim regionalnej akcji specjalnej przeprowadzonej przez Niemców w okupowanej Polsce w ramach tzw. Intelligenzaktion – „Akcji Inteligencja”, będącej częścią wielkiego Generalnego Planu Wschodniego. Akcja ta była wymierzona w polską elitę intelektualną mieszkającą wówczas na Górnym Śląsku, Śląsku Cieszyńskim, w Zagłębiu Dąbrowskim i zachodnich powiatach Małopolski i miała na celu jej całkowitą eliminację. Była ona pierwszym krokiem do germanizacji tego regionu Polski po klęsce wrześniowej. Wymordowano w niej około 2 tys. byłych powstańców śląskich, działaczy plebiscytowych, nauczycieli, dziennikarzy, polityków, intelektualistów, urzędników oraz duchownych. Została ona przeprowadzona głównie na przełomie 1939 i 1940.

## Ofiary
Wśród osób zasłużonych dla Polski ofiarami Intelligenzaktion Schlesien byli m.in.:
- Bonifacy Bałdyk
- Alojzy Jankowski
- Franciszek Kałuża
- Karol Kałuża[4]
- Maria Krzyżowska
- Karol Kulisz
- Emil Szramek
- Jan Sztwiertnia
- Jan Szuścik
- Stefan Szwajnoch
- Władysław Wójcik

Pełniejsza lista znajduje się tutaj.